# Libertia

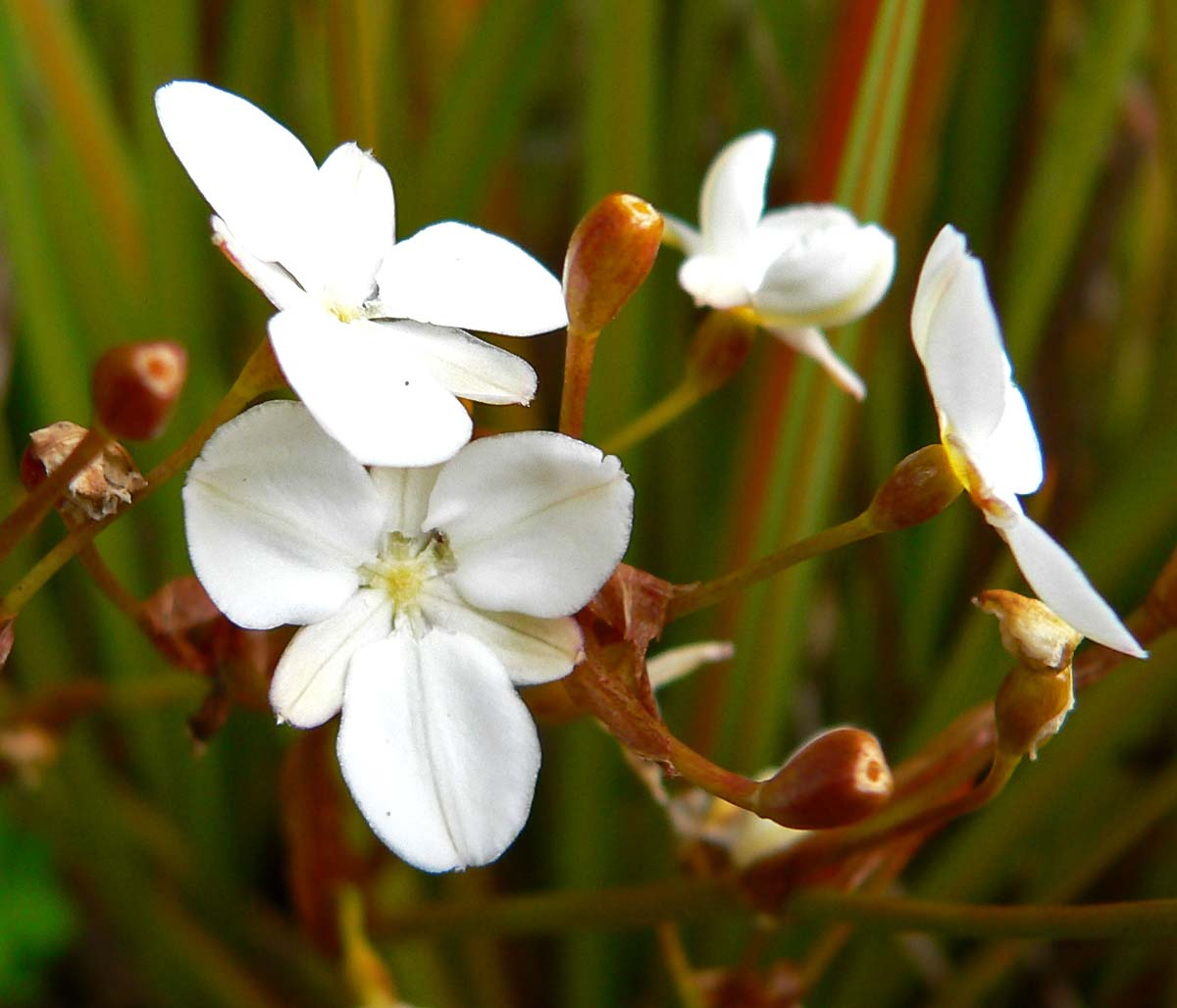
Libertia peregrinans

Libertia este un gen de plante monocotiledonate din familia Iridaceae, descris pentru prima dată în anul 1824. Speciile sunt native din America de Sud, Australia, Noua Guinee și Noua Zeelandă (un număr mare de specii sunt endemice din Noua Zeelandă).

## Specii[1]
1. Libertia chilensis (Molina) Gunckel
2. Libertia colombiana R.C.Foster
3. Libertia cranwelliae Blanchon, B.G.Murray & Braggins
4. Libertia edgariae Blanchon, B.G.Murray & Braggins
5. Libertia falcata Ravenna
6. Libertia flaccidifolia Blanchon & J.S.Weaver
7. Libertia grandiflora (R.Br.) Sweet
8. Libertia insignis Ravenna
9. Liberta ixioides (G.Forst.) Spreng.
10. Libertia mooreae Blanchon, B.G.Murray & Braggins
11. Libertia paniculata (R.Br.) Spreng.
12. Libertia peregrinans Cockayne & Allan
13. Libertia pulchella (R.Br.) Spreng.
14. Libertia sessiliflora (Poepp.) Skottsb.
15. Libertia tricocca Phil.
16. Libertia umbellata Ravenna